# Stati Generali del 1356
Gli stati generali del 1356 furono convocati dal delfino di Francia Carlo, detto Carlo il Saggio, in due differenti sedute, la prima a Tolosa il 24 marzo del 1356 e la seconda a Parigi il 15 ottobre dello stesso anno.

## Le premesse: la prigionia del re
Il re di Francia Giovanni II succedette nel 1350 al padre, re Filippo VI, sul trono di Francia, come secondo della dinastia dei Valois. La successione fu contestata da Carlo II di Navarra, che, in quanto figlio di Giovanna II di Navarra, primogenita di re Luigi X di Francia, rivendicava il trono come membro della precedente dinastia, i Capetingi. Per tali ragioni dinastiche, e interessi economici dovute alla non sottomissione del regno di Navarra allaFrancia, re Carlo II di Navarra si alleò con re Edoardo III d'Inghilterra che dal 1337 aveva iniziato una guerra, poi nota con il nome di Guerra dei Cent'anni, contro la Francia.
Durante una fase della guerra, condotta in territorio francese da Edoardo il Principe Nero, figlio di Edoardo III, i francesi respinsero il principe inglese sino a Poitiers, ma qui l'esercito francese venne sconfitto dagli inglesi, e re Giovanni II fu condotto prigioniero il 19 settembre 1356 dopo la disfatta del suo esercito, ma conducendo un'eroica battaglia. Infatti, il re decise di rimanere a combattere e non darsi alla fuga, per evitare di commettere lo stesso errore del padre Filippo VI, fuggito dalla Battaglia di Crécy del 1346.

## La convocazione degli Stati generali
Le gravose condizioni economiche, la prigionia del re e la disfatta di Poitiers portarono alla convocazione degli Stati Generali per ben due volte nell'anno 1356.
La prima convocazione avvenne il 24 marzo 1356 a Tolosa, prima della prigionia del re. Durante tale convocazione si stabilirono:
- nuove tassazioni, per far fronte alle spese belliche, sugli scambi commerciali;
- una tassa simile alla capitazione;
- gli Stati generali imposero al re le stesse condizioni già sancite negli Stati Generali del 1355 sulla riscossione delle tasse da parte di funzionari nominati dagli Stati stessi per limitare il potere del re in campo economico, in particolare la gestione delle finanze e degli introiti delle tassazioni.

A seguito della prigionia del re, il delfino Carlo si trovò costretto a convocare di nuovo gli Stati generali il 15 ottobre 1356 a Parigi. Durante questa convocazione si decisero:
- sussidi per la popolazione;
- trattative per la liberazione del re tenuto prigioniero.

Ma l'importanza storica di questa convocazione risiede nella figura di Étienne Marcel, a cui venne affidata la gestione dell'assemblea insieme al vescovo di Laon Robert Le Coq. Infatti durante tale assemblea si impone per la prima volta il ruolo di Marcel, causato anche dal potere rimasto vacante per la cattività del sovrano. Étienne Marcel diverrà un personaggio di spicco negli anni a venire, cercando di limitare i poteri assoluti del re, facendo appoggio sulla nuova classe borghese di Parigi.

## Conseguenze: Étienne Marcel e la Grande Ordinanza del 1357
Il ruolo di Étienne Marcel divenne centrale nella politica di Parigi, e, data anche la presunta debolezza del delfino reggente e le mire di Carlo II di Navarra, riuscì ad ottenere per la classe borghese importanti libertà in campo economico, limitando il potere del sovrano. Egli riuscì nel corso degli Stati Generali del 1357 a fare approvare la Grande Ordinanza per limitare i poteri della monarchia, soprattutto in campo finanziario. Il testo fu ispirato alla Magna Charta inglese.